# Ozark (Arkansas)
Ozark ist eine Stadt im Franklin County im US-Bundesstaat Arkansas, Vereinigte Staaten. Das U.S. Census Bureau hat bei der Volkszählung 2020 eine Einwohnerzahl von 3.542 ermittelt. Die City liegt am Arkansas River im sogenannten Arkansas River Valley am südlichen Rand der Ozark Mountains und ist einer der beiden County Seats („Verwaltungssitz“) des Franklin County.
Ozark wurde 1850 gegründet und grenzt an einen Großteil des Weinlandes von Arkansas. Der Ort hat eine Brücke über den Arkansas River in Richtung Süden. Die Stadt liegt auch am Arkansas Highway 23, genannt Pig Trail Scenic Byway, der für seine steilen Abhänge, scharfen Kurven und malerischen Bergblicke bekannt ist.

## Persönlichkeiten
- Roy Buchanan (1939–1988), Gitarrist und Bluesmusiker
- Marshall Chrisman (* 1933), Unternehmer und früheres Mitglied des Repräsentantenhauses von Arkansas
- Harold Sells, früherer Geschäftsführer von Woolworth in den USA, kreierte die Marke Foot Locker
- Bill Gossage (* 1957), stellvertretender Vorsitzender des Ozark-Schulbezirks und als Republikaner Mitglied des Repräsentantenhauses von Arkansas
- Elizabeth Gracen, Miss Arkansas und Miss America 1982, Schauspielerin und Cover des Playboy, hatte eine Affäre mit dem späteren US-Präsidenten Bill Clinton.
- Rebecca Johnson, Milliardärin, Ärztin, wurde ermordet aufgefunden. Ihre Geschichte wurde Teil des A&E Dokumentarfilms City Confidential über Ozark.
- Jon M. Kuykendall gewann 2008 den Emmy Award Kulturelle Dokumentation als Tonproduzent des University-of-Arkansas-Films Silas Hunt: A Documentary.
- Theodore H. Laban (1914–1978), ein U.S.-Army-Air-Forces-Soldat
- The Leding family, Paris Hilton (* 1981) spielte im Jahr 2003 in der vom US-Fernsehsender FOX produzierten Serie The Simple Life mit, in der sie an der Seite ihrer Freundin Nicole Richie (* 1981) das ländliche Leben auf einer Farm in Altus, in der Nähe von Ozark, kennenlernte.
- Clifton Clay Long, Jr. (1919–2008), ein Arzt, der in Ozark von 1946 bis 1975 praktizierte
- John Outlaw (* 1945), Einheimischer von Ozark, ehemaliger American-Football-Spieler und -Trainer an der Lufkin High School in Lufkin
- Leslee Milam Post (* 1973), Demokratischer Politiker und Mitglied der 88. Generalversammlung des Repräsentantenhauses von Arkansas
- Joe Purdy, Folk- und Indie-Singer-Songwriter
- Jesse Wells, Indie- und Rockmusiker